# دانینگتون، لینکلن‌شر
دانینگتون (به انگلیسی: Donington) یک روستا و محله مدنی در بریتانیا است که در South Holland واقع شده‌است. دانینگتون ۲٬۸۰۵ نفر جمعیت دارد.